# Muna Al Hussein
Muna Al Hussein (en árabe: منى الحسين‎, nacida Toni Avril Gardiner; Chelmondiston, 25 de abril de 1941), ha sido princesa consorte de Jordania desde 1961 hasta 1972, como segunda esposa del rey Huséin I. Ha sido la única consorte jordana en ostentar el título de princesa consorte y no de reina consorte en la historia del país. Es la madre del actual rey Abdalá II. Británica de nacimiento, cambió su nombre a Muna Al Hussein al contraer matrimonio. 

## Primeros años
Toni Avril Gardiner nació en Chelmondiston, Suffolk, Inglaterra, como segunda hija de Doris Elizabeth (de soltera Sutton) y Walter Percy "Tony" Gardiner, el 25 de abril de 1941.  Tiene dos hermanos.
Asistió a la Escuela Bourne en Kuala Lumpur, Malasia, administrada por el Servicio de Educación de Familias Británicas para los hijos del personal de servicio británico establecido en el extranjero, donde fue jugadora de hockey sobre césped de grado A.
Su madre venía de clase media y era la tercera de cinco hermanas y un hermano, su padre era un comerciante y su madre una descendiente de la nobleza escocesa. Hasta la edad de casarse ayudó a su padre como comerciante, viajando por gran parte de Inglaterra. En 1929, el abuelo de Muna, empezó a ganar dinero lo que hizo que subieran a la clase alta en menos de dos años. 
Su padre era un oficial del ejército británico que terminó su carrera con el rango de teniente coronel. Hijo de Arthur Gardiner, un guardabosques, se unió a los Ingenieros Reales a la edad de 17 años y estuvo destinado en el Mandato Británico de Palestina durante 18 meses en la década de 1930. Más tarde sirvió en Francia, África del Norte e Italia durante la Segunda Guerra Mundial.

## Matrimonio y descendencia
Existen dos teorías sobre la forma en la que Gardiner conoció a Hussein I. Una indica que el encuentro se dio mientras ella trabajaba como asistente de secretaría en el set de filmación de Lawrence de Arabia, para la cual el rey había permitido que sus tropas trabajaran como extras, por lo que ocasionalmente visitaba para monitorear el progreso de la producción. Por su parte, la otra indica que ambos se conocieron en una recepción oficial mientras el padre de ella comenzó a trabajar como asesor militar en Jordania.
Gardiner contrajo matrimonio con el rey Hussein el 25 de mayo de 1961 en Amán, Jordania. Para el enlace, se convirtió al Islam. Juntos tuvieron cuatro hijos:
- Abdalá (nacido en 1962; ahora rey Abdalá II de Jordania)
- Faisal (nacido en 1963)
- Aisha (nacida en 1968, gemela de la princesa Zein)
- Zein (nacida en 1968, gemela de la princesa Aisha)

La pareja se divorció el 21 de diciembre de 1972.

## Causas y actividades
La princesa Muna estuvo involucrada en el desarrollo de la enfermería en Jordaniaː fue la fundadora del Princess Muna Scholarship Fund for Nursing. En 1962 fundó el Princess Muna College of Nursing, la escuela de enfermería. Ella misma se convirtió en enfermera, animando a las familias jordanas a que mandaran a sus hijas.

## Títulos y tratamientos
| ● 25 Abr 1941-25 May 1961: | Señorita Antoinette (Toni) Gardiner Avril                    |
| ● 25 May 1961-21 Dic 1972: | Su alteza real, princesa Muna, princesa consorte de Jordania |
| ● 21 Dic 1972-7 Feb 1999:  | Su alteza real, princesa Muna al-Hussein de Jordania         |

## Honores

### Nacionales
- Jordania
  -  Caballero Gran Cordón con Collar de la Orden de al-Hussein bin Ali. 
  -  Caballero Gran Cordón de la Orden Suprema del Renacimiento, Clase Especial.

### Extranjeros
- Familia Real Griega:
  -  Dama de la Gran Cruz de la Real Orden de la Beneficencia.
- Familia Imperial Iraní:
  -  Recipiente de la Medalla Conmemorativa de los 2500 años de Celebración del Imperio Persa.
- Malasia:
  -  Dama Honoraria Gran Cordón de la Orden del Defensor del Reino.[8]
- Familia Real Rumana :
  -  Extra Dama Gran Cruz de la Real Orden de la Corona.[9][10][11]
  -  Condecoración de Primera Clase de la Custodia de la Corona Rumana.[12]
- Túnezː
  -  Dama de la Gran Cruz de la Orden de la República.[13]
- Reino de Suecia
  -  Comendador Gran Cruz de la Orden de la Estrella Polar.[14]

| Predecesor: Dina bint Abdul Hamid | Princesa consorte de Jordania 25 de mayo de 1961 - 21 de diciembre de 1972 | Sucesor: Alia Baha ed Din Toukan |